# Игмас (деревня)
Игмас — упразднённая деревня в Нюксенском районе Вологодской области.
Входит в состав Игмасского сельского поселения, с точки зрения административно-территориального деления — в Игмасский сельсовет.
Расстояние по автодороге до районного центра Нюксеницы — 48 км, до центра муниципального образования Игмаса — 2 км.
По данным переписи в 2002 году постоянного населения не было.
2 мая 2020 года упразднена.